# Alejandra Valencia
Alejandra Valencia (Mexicali, 13 de abril de 1991) é uma arqueira profissional mexicana, medalhista olímpica.

## Carreira
Valencia participou da prova de tiro com arco em equipes mista nos Jogos Olímpicos de Verão de 2020 em Tóquio ao lado de Luis Álvarez, conquistando a medalha de bronze. Ela voltou a conseguir o bronze nos Jogos de 2024 em Paris, na prova de equipes femininas, com Ángela Ruiz e Ana Paula Vázquez. Ela também participou dos jogos de 2012 em Londres e de 2016 no Rio de Janeiro.